# Alionycteris paucidentata
Alionycteris paucidentata é uma espécie de morcego da família Pteropodidae. Endêmica das Filipinas, onde é restrito a ilha de Mindanao.